# 日本列島ほっと通信
『日本列島ほっと通信』（にほんれっとうほっとつうしん）は、1993年10月4日から2012年3月30日までTBSラジオ（2001年9月までは東京放送ラジオ部門）をキー局に、日本全国のJRN系列局で平日午後に放送されていた情報番組。テレコム・サウンズの制作により、事前に録音したMOを各局へ納品する形で放送されていた。
アメリカ合衆国ハワイ州の日本人・日系人向けラジオ局KZOOでも放送していたほか、2010年10月4日放送分よりインターネットラジオサイト「らじこん」でも音源が配信された。
スポンサーは、聖教新聞社の一社提供。2008年9月24日には、放送開始15周年を迎えることから、TBSラジオがスポンサーへ感謝状を贈呈した。
一部資料では、「日本列島ホット通信」と表記。

## 概要
週代わりによる一つのテーマに沿って毎日日本全国の行事や風物詩などに対しインタビューを行う。開始から2003年9月までは5分または7分枠（2001年4月以降）だったが、2003年10月から9分または10分枠となった。パーソナリティが下角陽子になってからはオープニングとエンディングにその回のパーソナリティのコメントが付いていたが、2010年10月以降撤廃された。
2008年9月29日の19:00 - 20:00には、番組開始15周年を記念して、『日本列島ほっと通信15周年スペシャル〜声を訪ねて ふるさとの旅』（にっぽんれっとうほっとつうしん15しゅうねんスペシャル こえをたずねて ふるさとのたび）と題した特別番組が放送された。
2012年3月30日をもって放送終了。18年半の歴史に幕を下ろした。

## パーソナリティ
- 林美雄（1993年10月 - 1996年9月） - 当時TBSアナウンサー。初代パーソナリティ。
- 長岡杏子〔旧姓：畑〕[8][9]（1996年10月 - 2001年3月） - 当時TBSアナウンサー。担当期間中に結婚、それまでは旧姓での出演。
- 高田景子[20]（2001年4月 - 2003年3月）
- 竹下栄梨子（2003年4月 - 2003年9月）
- 下角陽子[21]（2003年10月 - 2004年3月）- 元ニッポン放送アナウンサー。
- 戸塚貴久子（2004年4月 - 2005年3月）- 元テレビ静岡アナウンサー。
- 淵澤由樹（2005年4月 - 2006年3月） - 元富山テレビ放送アナウンサー。当番組のパーソナリティ就任前、『ストリーム』パーソナリティ・松本ともこの代理を務めたこともある。
- 佐藤茜（2006年4月 - 2011年4月1日） - 元北陸放送アナウンサー
- 江藤愛（2011年4月4日 - 2012年3月30日） - TBSアナウンサー[22]

## ネット局
特記ない限り終了当時の情報。放送時間の早い順から記載。
| 放送対象地域  | 放送局名                      | 放送時間                                     | 備考                                             |
| ------------- | ----------------------------- | -------------------------------------------- | ------------------------------------------------ |
| 関東広域圏    | TBSラジオ                     | 14:44 - 14:52                                | 製作局 『小島慶子 キラ☆キラ』内                  |
| 山梨県        | 山梨放送（YBS）               | 12:20 - 12:30                                |                                                  |
| 宮城県        | 東北放送（TBC）               | 12:35 - 12:45                                | 『ランチボックス-L』内                           |
| 広島県        | 中国放送（RCC）               | 12:40 - 12:50                                |                                                  |
| 静岡県        | 静岡放送（SBS）               | 12:45 - 12:53                                |                                                  |
| 岩手県        | IBC岩手放送（IBC）            | 12:45 - 12:55                                |                                                  |
| 青森県        | 青森放送（RAB）               | 13:15 - 13:24                                | 『あおもりTODAY』内                              |
| 長野県        | 信越放送（SBC）               | 13:15 - 13:25                                |                                                  |
| 愛媛県        | 南海放送（RNB）               | 13:15 - 13:25                                |                                                  |
| 大分県        | 大分放送（OBS）               | 13:25 - 13:35                                |                                                  |
| 鹿児島県      | 南日本放送（MBC）             | 13:30 - 13:40                                |                                                  |
| 熊本県        | 熊本放送（RKK）               | 13:35 - 13:45                                |                                                  |
| 石川県        | 北陸放送（MRO）               | 13:45 - 13:55                                | 『げつきんワイド!おいね★どいね』内               |
| 福岡県        | RKB毎日放送（RKB）            | 14:25 - 14:35                                | 『エンタメバラエティ THE☆ヒット情報』内          |
| 近畿広域圏    | 朝日放送（ABC）               | 14:30頃 - 14:40                              | 現・朝日放送ラジオ 『ABCパワフルアフタヌーン』内 |
| 北海道        | 北海道放送（HBC）             | 14:35 - 14:45                                | 『カーナビラジオ午後一番!』内                    |
| 高知県        | 高知放送（RKC）               | 14:35 - 14:45                                | 『ワローのごきげんワイド』内                     |
| 秋田県        | 秋田放送（ABS）               | 14:40 - 14:50                                | 『ごくじょうラジオ』内                           |
| 香川県        | 西日本放送（RNC）             | 14:40 - 14:50                                | 『気ままにラジオ 雨の日晴れの日曇りの日』内      |
| 沖縄県        | 琉球放送（RBC）               | 14:40 - 14:50                                |                                                  |
| 岡山県        | 山陽放送（RSK）               | 14:46 - 14:54                                | 現・RSK山陽放送 『ごごラジViViッと!』内          |
| 福井県        | 福井放送（FBC）               | 14:50 - 15:00                                | 『午後はとことん よろず屋ラジオ』内              |
| 山口県        | 山口放送（KRY）               | 14:50 - 15:00                                | 『お昼はZENKAI ラヂオな時間』内                  |
| 中京広域圏    | 中部日本放送（CBC）           | 15:15 - 15:24                                | 現・CBCラジオ 『ごごイチ』内                     |
| 福島県        | ラジオ福島（rfc）             | 15:15 - 15:25                                |                                                  |
| 長崎県 佐賀県 | 長崎放送（NBC） NBCラジオ佐賀 | 15:15 - 15:25                                | 『満腹ワイド ラジDONぶり』内                     |
| 新潟県        | 新潟放送（BSN）               | 15:25 - 15:34                                |                                                  |
| 和歌山県      | 和歌山放送（wbs）             | 15:45 - 15:55                                |                                                  |
| 徳島県        | 四国放送（JRT）               | 15:46 - 15:54                                | 『となりのラジオ』内                             |
| 富山県        | 北日本放送（KNB）             | 16:00 - 16:10                                |                                                  |
| 島根県 鳥取県 | 山陰放送（BSS）               | 16:10 - 16:20                                |                                                  |
| 山形県        | 山形放送（YBC）               | 16:15 - 16:25                                |                                                  |
| 宮崎県        | 宮崎放送（MRT）               | 放送時間不詳                                 | 『GO!GO!ワイド』内                               |
| ハワイ        | KZOO                          | 9:45 - 9:52 （ハワイ・アリューシャン標準時） |                                                  |

## コーナー
放送枠が拡大した2003年10月から2011年2月まで毎月最終週にはJRN各局のアナが毎日2人ずつ登場し、制限時間1分以内でそれぞれの地元情報をPRする「各局アナウンサー60秒対決」というコーナーが組まれた。1回目のみ、勝敗を決めていた。
2011年4月からは60秒対決に代わり、各局のアナが1人ずつ登場し地元の話題をニュース風に紹介する「各局アナウンサーホットニュース」になった。
同じく放送枠拡大時に2カ月に1回程度「日本列島グルメアンケート」という企画が始まった。これは「鍋」や「丼」などのテーマを決めた食べ物について全国から集まった声をもとに1週間、各地の料理を紹介し、月曜日はアンケート結果の集計を行った。
2005年7月から、金曜日は47都道府県の一つを地元の観光担当者が紹介する「日本列島お国めぐり」という企画になり上記2企画時は休止。2007年4月から、47都道府県の昔と今を感じさせるものを紹介する「日本列島今昔物語」となる。2008年10月からは、47都道府県の偉人を紹介する「日本列島偉人伝」になり2010年4月から、「日本列島お国めぐり」に戻る。
パーソナリティが日本各地に出かけ、その模様を1週間紹介する企画も主に首都圏におけるラジオ聴取率調査週間期間中に定期的に行われている。また、これを1時間番組として放送したこともある。
2006年10月から、月～木曜日の後半が固定されたコーナーになったが、2007年の途中からほとんど放送されなくなった。
- 月曜 - 「ほっと情報」：リスナーからの情報を紹介。2003年の枠拡大以降、不定期に存在したが、コーナーが固定された。「日本列島グルメアンケート」の週は月曜日以外も「ほっと情報」になる。
- 火曜 - 「ほっと通信おみやげカタログ」：日本各地のおみやげを紹介。
- 水曜 - 「ほっと通信ここが一番」：日本各地の「ナンバー1」を紹介。
- 木曜 - 「ほっと通信花図鑑」：花にまつわる話題を紹介。

## ゲスト出演者
- 原口あきまさ
- 松本明子

## 備考
『TBS50年史』DVD-ROM『ハイブリッド検索編』に収録のラジオ番組リストでは、放送開始日が1994年1月6日、放送日時が月 - 金曜の15:40 - 15:45となっている。
開始当初のテーマ曲は、松岡直也の『虹色の風』が使用されていた。

### 放送時間の変更・休止
- 朝日放送では全国高等学校野球選手権大会開催期間中は高校野球中継に伴い、本番組を内包する自社制作ローカルワイド番組が休止となるため放送時間がプロ野球ナイター中継終了後となっていた。
- プロ野球デーゲーム中継を行う局では放送時間を移動する場合があった。
- 報道特別番組などによりTBSラジオで放送されなかった場合、独立枠で放送している系列局ではTBSアナウンサーによる休止のお知らせと共に洋楽などが代替放送された。
- 阪神・淡路大震災が発生した1月17日は毎年CM出稿を自粛していた。オープニングとエンディングでのパーソナリティのコメントがなくなって以降、当日はTBSラジオではオープニングもエンディングも放送されなかった。東日本大震災の発生1年に当たる2012年3月10日（3月11日は土曜日のため）も同様の措置がとられた。
- 2011年3月11日14時46分に発生した東日本大震災により、この時間以降に放送する一部の放送局は報道特別番組に差し替えられたため、3月14日 - 18日はこの地震による影響で、それぞれ番組を休止した。なお、TBSラジオでは、この番組のエンディングが流れる前に揺れが襲い、エンディングBGMの途中から関連情報に切り替えた。

### 列島リポート
本番組開始以前にも、1988年10月10日から1993年10月1日まで、同様の番組として『列島リポート'XX』（れっとうリポート。XXには西暦年号の下二桁が入る）を放送した。放送時間は平日の12:10 - 12:20。
当時TBSラジオの平日正午のワイド枠のパーソナリティ（桝井論平→菅原牧子→小島一慶）が担当。オリエントファイナンス→オリエントコーポレーションが一社提供スポンサーを務めた。
関西地区は毎日放送がネット。放送時間はワイド番組『ごめんやす馬場章夫です』の11時台に内包されており、番組タイトルが『列島リポート'XXごめんやす、ふるさとさん』と改題されていた。北海道地区は北海道放送がネットしていたが、当初は12時台に道内各局毎のローカル編成を行っていたため、札幌放送局のみにとどまっていた。1990年代に入ってからは、全局で放送されるようになった。ネット局の中には独自オープニングに差し替える局もあったほか、ラジオ福島など一部の局では12:50からのディレイネットとなっていた。

## 参考資料
- TBS50年史（2002年1月、東京放送編・発行）…国立国会図書館の所蔵情報
  - 資料編
  - DVD-ROM『ハイブリッド検索編』（パソコン対応）
- TBSラジオ番組表
  - 『TBS50年史』資料編より、P124-125に1998年10月編成表、P126-127に2000年10月編成表がそれぞれ掲載（上記DVD-ROMにも、同様の編成表をPDFファイル化したものが収録）。
  - 外部リンク：ラジオ東京スピリッツ～TBSラジオ開局60周年～（過去の番組表の一部をPDFファイル化したものを掲載）
- 朝日放送の50年 III 資料集（2000年3月31日、朝日放送発行）…国立国会図書館の書誌情報
- ラジオマニア2010（『三才ムック』vol.329。2010年10月16日発売、三才ブックス発行）ISBN 4861992931
- 各種外部リンク